# Старые Мураты
Ста́рые Мура́ты (чув. Хирти Мӑрат) — деревня в Комсомольском районе Чувашской Республики. Входит в состав Альбусь-Сюрбеевского сельского поселения.

## География
Находится в юго-восточной части Чувашии, на расстоянии приблизительно 10 км по прямой на юг-юго-запад от районного центра села Комсомольское.

## История
Известна с 1795 года, когда здесь было отмечено 10 дворов и 83 жителя. В 1859 году было 17 дворов и 103 жителя, в 1926 — 45 дворов и 290 жителей, в 1939—320 жителей, в 1979—296. В 2002 году было 65 дворов, в 2010 — 54 домохозяйства, В 1930 образован колхоз «Нива», в 2010 году действовал СХПК «Дружба».

## Население
Постоянное население составляло 174 человека (чуваши 99 %) в 2002 году, 180 в 2010.